# Конари (Воломінський повіт)
Конари (пол. Konary) — село в Польщі, у гміні Тлущ Воломінського повіту Мазовецького воєводства.
У 1975-1998 роках село належало до Остроленцького воєводства.